# Понте Меса (Римини)
Понте Меса је насеље у Италији у округу Римини, региону Емилија-Ромања.
Према процени из 2011. у насељу је живело 478 становника. Насеље се налази на надморској висини од 395 м.